# Аїлтон Гонсалвіш да Сілва
Аї́лтон Гонса́лвіш да Сіл́ва (Айлтон) (порт. Aílton Gonçalves da Silva, відомий як Аїлтон (порт. Aílton), * 19 липня 1973, Моґейру, штат Параїба, Бразилія) — бразильський футболіст. Нападник. Відомий виступами за німецький «Вердер». Чемпіон Німеччини 2004, найкращий бомбардир чемпіонату Німеччини 2004, найкращий футболіст Німеччини 2004. Перший іноземець в історії, якого назвали найсильнішим гравцем чемпіонату Німеччини.
Оскільки Аїлтона ніколи не викликали до національної збірної Бразилії, то він міг прийняти інше громадянство та виступати за будь-яку іншу збірну. Команда Катару збиралася залучити до свого складу Аїлтона та ще кількох легіонерів, але ФІФА заборонила таку махінацію.
З лютого 2008 став гравцем донецького «Металурга». Навесні 2008 р. у чемпіонаті України бразилець провів 2 гри та забив 1 гол (у команді грав під номером «9»).
Згодом грав в австрійському клубі «Альтах», бразильському «Кампіненсе» (Кампіна-Ґранді) і китайському «Чунцін Ліфань» (Чунцін). В грудні 2009 року колишня зірка підписала контракт на 1,5 року з німецьким «Юрдінґеном», який виступає у найнижчій професіональній, 6-ій за ліком, німецькій Бундеслізі.. З літа 2010 грає в клубі «Обернойфельд», який виступає в Регіональній лізі (4-й рівень)

## Титули та досягнення
- Чемпіон Німеччини: 2004
  - Найкращий бомбардир чемпіонату Німеччини: 2004
- Кубок Німеччини: 1999 і 2004
- Найкращий футболіст Німеччини: 2004
- Чемпіон Сербії: 2007